# ساحة الجرس

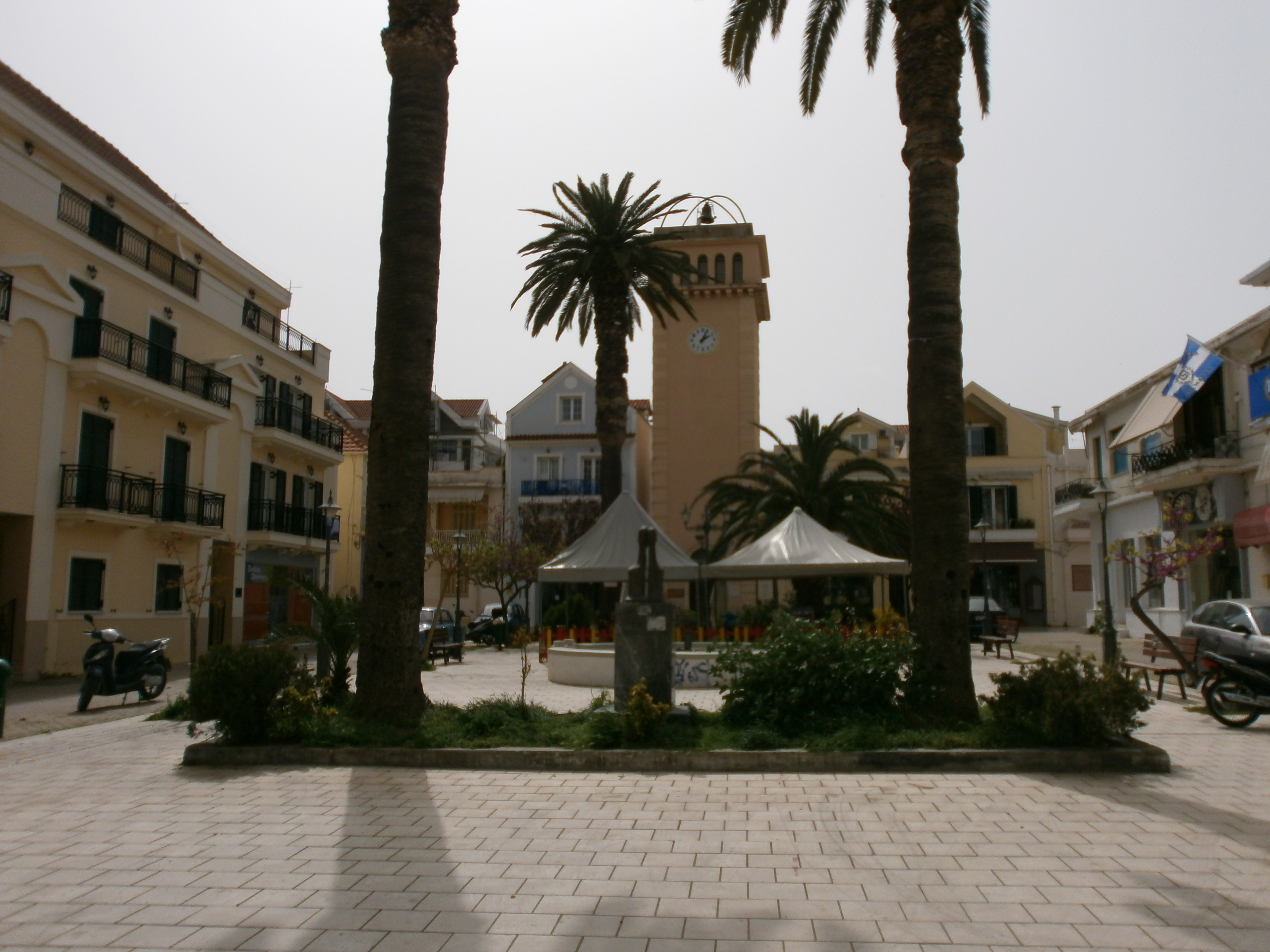
صورة من الجانب الشرقي لساحة كامباتا

ساحة كامبانا أو ساحة الجرس هي ساحة في أرغوستولي، كيفالونيا.
أفاد المؤرخون أنه تم بناؤه في عهد جمهورية البندقية الأكثر سلمًا في الجزر الأيونية (1500-1797) ويقع في نهاية ليثوستروتوس، والتي كانت تسمى آنذاك شارع كرانيون. أراد الفينيسيون أن يطلق عليها ساحة القديس مرقس، لكنها سادت باسم «ساحة الجرس» لأنه لا يزال هناك مبنى أطول من جميع المباني المحيطة به ساعة في الأعلى وبنية حديدية معلقة عليها جرس. تعتبر ساحة الجرس وبرج الساعة من المعالم الأثرية المحمية تحت مسؤولية خدمة الآثار الحديثة والأعمال الفنية للجزر الأيونية  التابعة لوزارة الثقافة والرياضة.

## التاريخ
رن جرس الساعة لساعات ونصف الساعة وحدد بداية ونهاية كل نشاط في المدينة في وقت كان عدد قليل من المواطنين لديه ساعتهم الخاصة. أعلن الجرس أيضًا عن الأحداث المبهجة العظيمة (على سبيل المثال، الانتصارات الوطنية والانتخابية)، في حين يشهد أنه في بعض الأحيان كان يكسر بسبب حماس أولئك الذين اعتبروها رنين الجرس الميكانيكي والبشري. كانت البوابة المركزية لبرج الساعة حتى عام 1900-1910 مقوسة بنقش بارز يصور يدان تتصافحان: كان شعار كيفالونيا من العصور الوسط، والذي كان يزين جميع المباني العامة في ذلك الوقت. طوال فترة الاحتلال البريطاني، كان صانع ساعات متخصص مسؤولاً عن تشغيلها بشكل صحيح. ظلت الساعة في حالة جيدة لسنوات عديدة، حتى منتصف العشرينات من القرن الماضي عندما تُركت دون رقابة وغير منظمة. في 12 أغسطس 1953 ، ضرب زلزال قوته 7.2 درجة بمقياس ريختر وانهار برج الساعة. عندما أزيلت الأنقاض، تم العثور على الجرس مدفونًا ولكنه سليم. أعيد بناء البرج من خلال حملة لجمع التبرعات بمبادرة من ماريغولا أليفيزاتو من كيفالونيا، وأعيد الجرس إلى مكانه وفي عام 1985 دقت الساعة لأول مرة بعد الزلزال.

## مقهى بيل
تم إنشاؤه في عام 2000 من قبل منظمة كويس. «روتا» التابعة لبلدية أرغوستولي بهدف توظيف الشباب العاطلين عن العمل والمعاقين من خلال برنامج بريان ومبادرة أفق التوظيف الأوروبية لمنطقة الجزر الأيونية. كانت موجودة في برج الجرس، تحتل الطابق الأرضي من المبنى. كان يعمل كمقهى تقليدي مع المشروبات الغازية والحلويات المحلية وكان به محطة وقود لبيع المنتجات التقليدية التي أعدها موظفو المقهى. في الوقت نفسه، كان مفتوحًا للجمهور الذي أراد زيارة المبنى التاريخي وساعة برج الجرس.
في مايو 2013، قررت بلدية كيفالونيا إيقاف تشغيل المقهى بسبب عدم جدوى المشروع الاجتماعي بسبب تراكم الديون. احتلت القضية وسائل الإعلام المحلية لعدة أسابيع بينما تم تقديم التماس ضد البلدية في البرلمان الأوروبي لقلة الوعي تجاه الأشخاص ذوي الإعاقة. لا يزال المقهى مغلقًا ومبنى بيل غير مفتوح للجمهور.